# Enterocyt

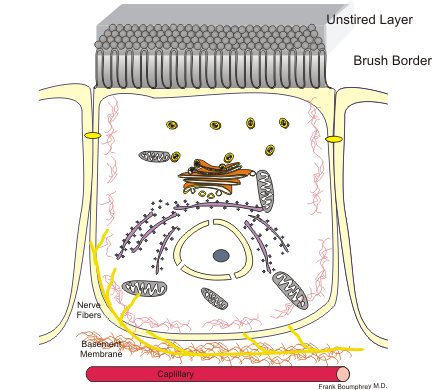
Een enterocyt van het maag-darmstelsel met de borstelrand aan de bovenkant.

Een enterocyt is een cel in de darmen. Om deze cel ligt het epitheelweefsel. Het epitheelweefsel beschermt het weefsel tegen de buitenwereld zoals de lucht in de longen of het voedsel in de darmen. Een enterocyt zorgt voor de laatste stap in de vertering van voedselbestanddelen en de opname hiervan, bijvoorbeeld door middel van het enzym lactase dat de melksuiker (lactose) splitst in zijn bestanddelen glucose en galactose, waarna deze suikers kunnen worden opgenomen.

## De belangrijkste functies van een enterocyt
- Opname van ionen met natrium, calcium, magnesium en ijzer. Dit gebeurt meestal door actief transport.
- Opname van water; dit gebeurt door osmose een vorm van passief transport met verschil in concentraties van natrium en kalium. Bij osmose gaat het om verplaatsing van water.
- Suikeropname
- Opname van peptide en aminozuren
- Vetopname
- Opname van vitamine B12
- Opname van zouten
- Afscheiding van de afweerstof immunoglobuline